# Гуманітарна допомога Україні під час російського вторгнення

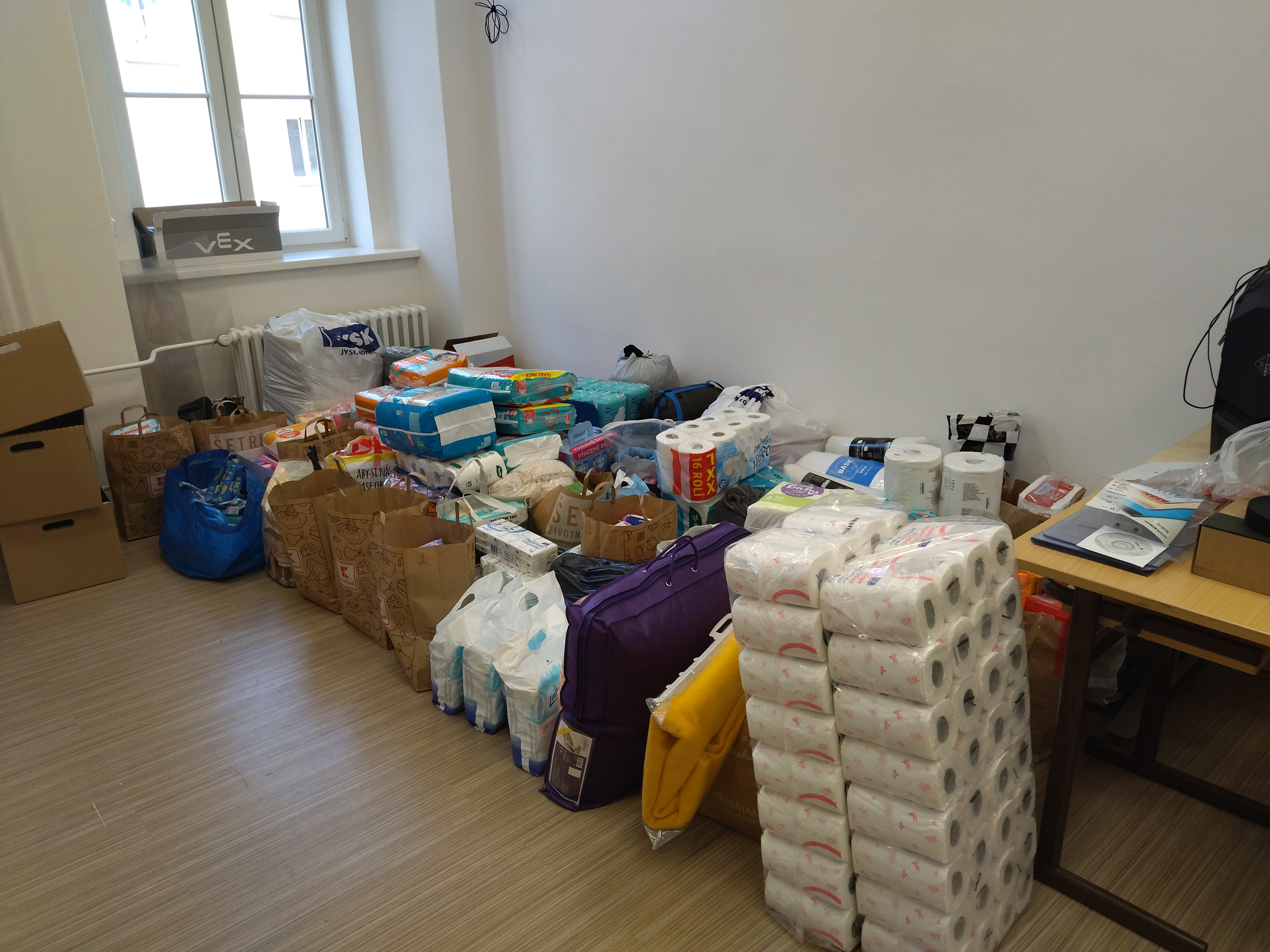
Гуманітарна допомога, зібрана чеськими добровольцями

До кінця 2022 року гуманітарну допомогу від різних міжнародних організацій отримали 13,5 млн українців. Прихисток і предмети першої потреби отримали 2,4 млн людей; одяг, опалювальні прилади й інші товари, необхідні для підготовки до зими — близько 630 тис. осіб. Воду й предмети гігієни — 6,9 млн; харчові продукти — 8,9 млн; медичні послуги — 8,9 млн осіб. Грошову допомогу отримали 4,3 млн людей. Найбільш активно до підтримки українців долучилися UNHCR, UNICEF, IOM, WFP, OCHA, Міжнародний Комітет Червоного Хреста, Товариство Червоного Хреста України.
Після масованих ракетних обстрілів Росією цивільної інфраструктури України, міжнародні організації та уряди країн почали відправляти Україні генератори та іншу допомогу для відновлення постачання електрики. 13 грудня в Парижі ухвалили виділити $1 млрд Україні на зимовий час на додаток до виділених ООН $4,5 млрд, наданих упродовж року.